# Dmytro Rasumkow

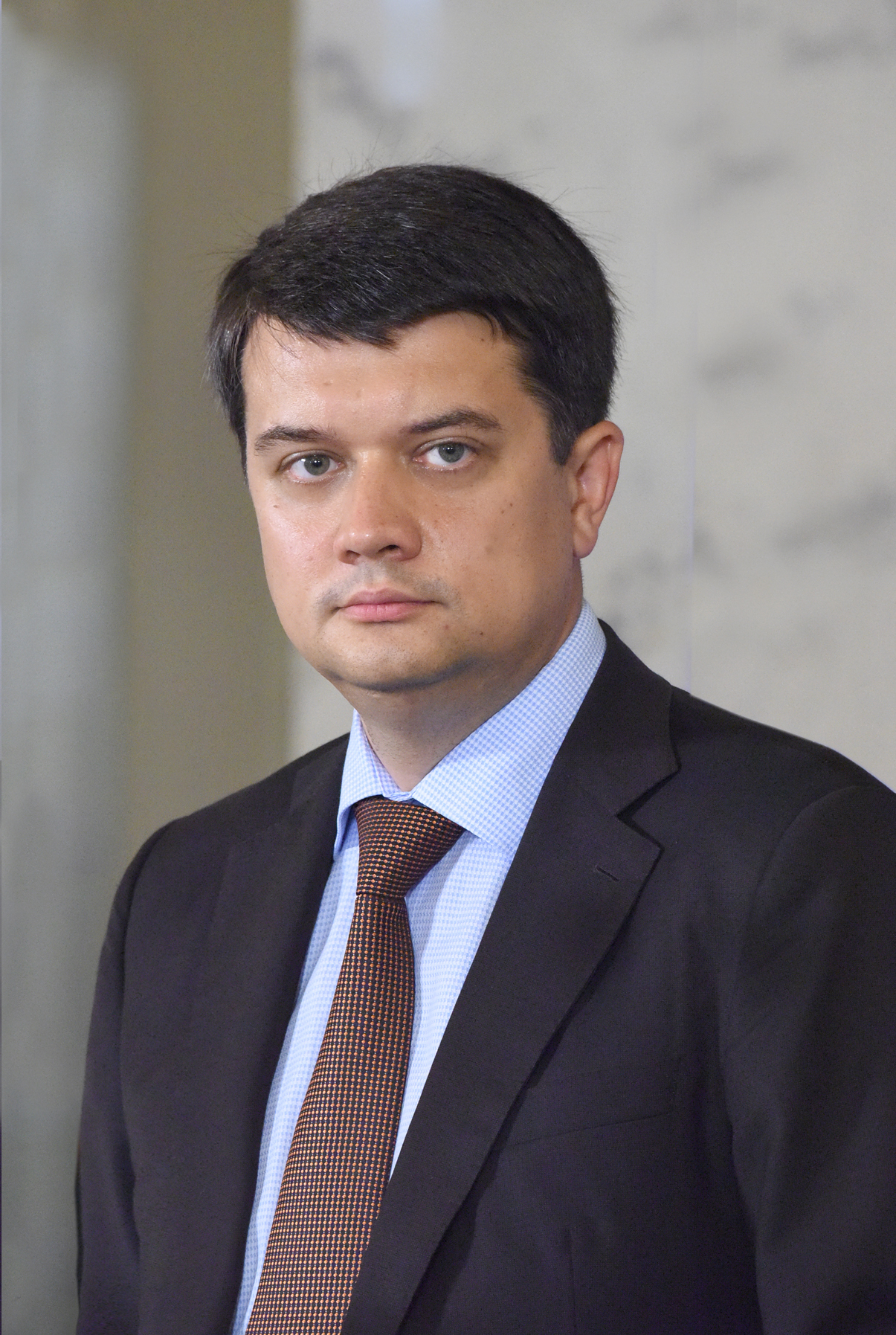
Dmytro Rasumkow 2019

Dmytro Oleksandrowytsch Rasumkow (ukrainisch Дмитро Олександрович Разумков; * 8. Oktober 1983 in Berdytschiw, Ukrainische SSR) ist ein ukrainischer Politiker (Rozumna Politika). Er war Parteivorsitzender der ukrainischen politischen Partei Sluha narodu (Diener des Volkes), die seit der Parlamentswahl in der Ukraine 2019 die absolute Mehrheit in der Werchowna Rada, dem ukrainischen Parlament, stellt. Vom 29. August 2019 bis zum 7. Oktober 2021 war er Parlamentsvorsitzender der Werchowna Rada.

## Leben
Rasumkow kam als ältester Sohn von Oleksandr Rasumkow, dem  Ersten Assistenten von Präsident Leonid Kutschma, und der Schauspielerin und Volkskünstlerin der Ukraine Natalija Kudrja in Berdytschiw in der Oblast Schytomyr zur Welt. Nachdem er das Lyzeum Nr. 38 in Kiew abgeschlossen hatte, absolvierte er ein Studium für Internationale Wirtschaftsbeziehungen am Kiewer Institut für Internationale Beziehungen der Nationalen Taras-Schewtschenko-Universität und ein Studium der Rechtswissenschaft an der Nationalen Universität für Steuerdienst.
Seit 2006 ist er im Bereich der Politikberatung und Wahlprozesse tätig und im selben Jahr wurde er Mitglied der Partei der Regionen, trat aus dieser jedoch 2010 wieder aus, als Wiktor Janukowytsch 2010 die Präsidentschaftswahl gewann. Zwischen 2010 und 2014 arbeitete er für Serhij Tihipko.
Seit 2019 ist er für die Partei Sluha narodu tätig. Zunächst als Sprecher für das Wahlhauptquartier von Wolodymyr Selenskyj und seit dem Wechsel des Parteivorsitzenden Iwan Bakanow (Іван Геннадійович Баканов) am 22. Mai 2019 in das Amt des stellvertretenden Vorsitzenden des SBU nach der gewonnenen Präsidentschaftswahl Selenskyjs, ab dem 27. Mai 2019 als Parteivorsitzender.
Nach der für die Partei  erfolgreichen Parlamentswahl 2019 wurde er, auf Listenplatz eins der Partei stehend, Abgeordneter der Werchowna Rada. Am 29. August 2019 wurde er bei der ersten Sitzung der neu gewählten Werchowna Rada zum Parlamentsvorsitzenden gewählt. Am 6. September 2019 wurde er auf Grund eines Präsidentenerlasses zudem Mitglied des Nationalen Sicherheits- und Verteidigungsrats der Ukraine.
Rasumkow verlor im Oktober 2021 den Posten als Parlamentsvorsitzender und Mitglied des Sicherheits- und Verteidigungsrats. Er verließ weiterhin die Fraktion der Sluha narodu und gehört dem Parlament als unabhängiger Abgeordneter an. Rasumkov kündigte an, für seine neue Partei Rozumna Politika eine Fraktion bilden zu wollen.
Dmytro Rasumkow ist verheiratet und Vater zweier Kinder.